# Juan Almonte

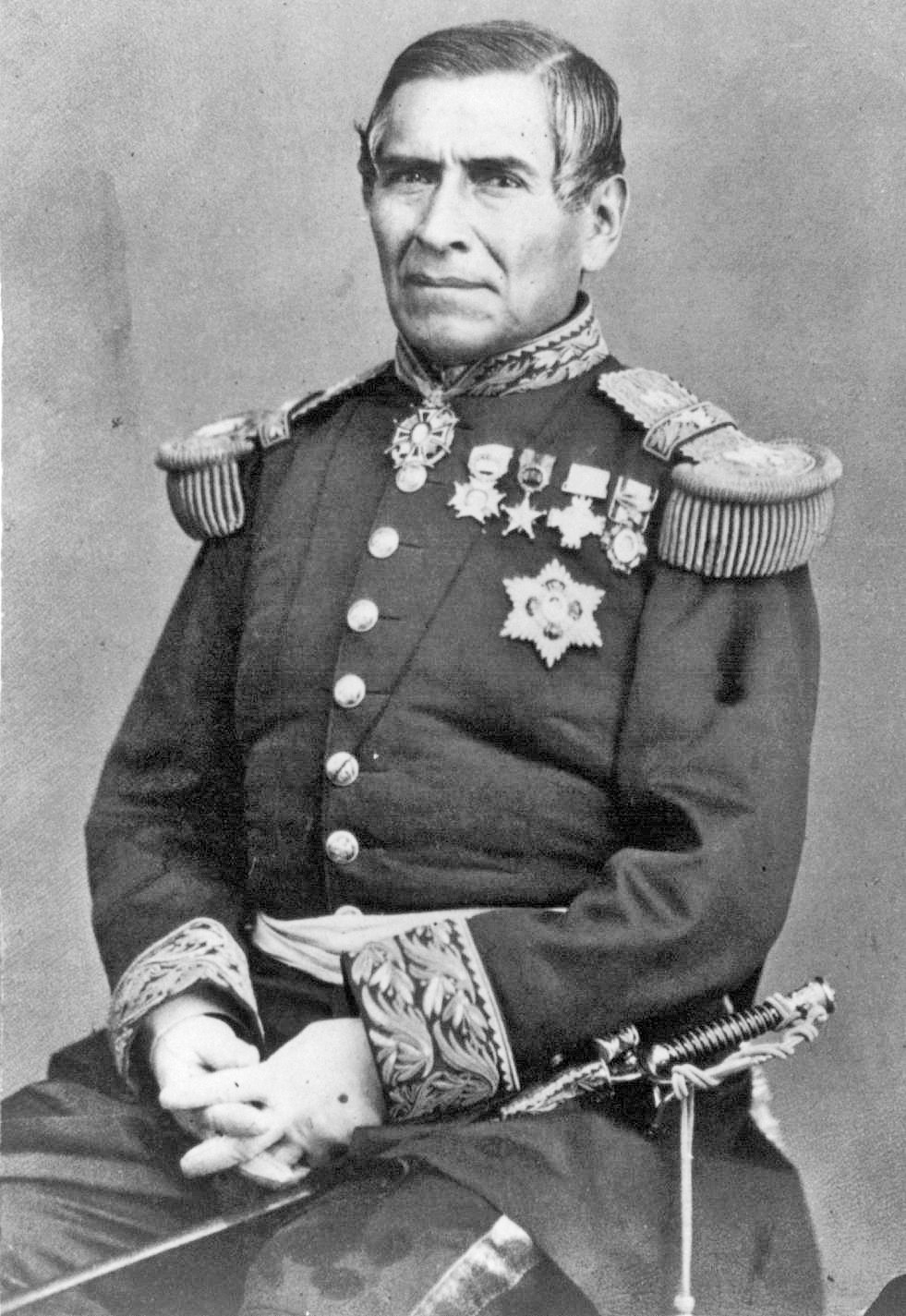
Juan Almonte

Juan Nepomuceno Almonte, född 15 maj 1803 i Carácuaro/annan uppgift är Valadolid 1804 i Nya Spanien, nuvarande Mexiko, död 21 mars 1869 i Paris i Frankrike, var en mexikansk militär och diplomat. 
Han samarbetade med den franska ockupationsarmén från 1862 och blev 1863 utnämnd till ledare för den av fransmännen insatta mexikanska kejsarregeringen. Han blev senare utnämnd till fältmarskalk. Efter kejsar Maximilian I:s arkebusering 1867 flydde han till Europa där han levde i Paris till sin död.